# Мамендорф
Мамендорф (њем. Mammendorf) општина је у њемачкој савезној држави Баварска. Једно је од 23 општинска средишта округа Фирстенфелдбрук. Према процјени из 2010. у општини је живјело 4.542 становника. Посједује регионалну шифру (AGS) 9179136.

## Географски и демографски подаци
Мамендорф се налази у савезној држави Баварска у округу Фирстенфелдбрук. Општина се налази на надморској висини од 536 метара. Површина општине износи 21,2 km². У самом мјесту је, према процјени из 2010. године, живјело 4.542 становника. Просјечна густина становништва износи 214 становника/km².